# Рыбицкий, Леонид Станиславович
Леонид Рыбицкий (латыш. Leonīds Ribickis; род. 24 августа 1947, Цесис) — советский и латвийский учёный. Действительный член АН Латвии.  Профессор РТУ. Ректор РТУ.

## Биография
Леонид Рыбицкий родился 24 августа 1947 года в Лиелстраупской волости Цесисского района Латвийской ССР, закончил Цесисскую среднюю школу № 1 (1965).
В 1965 году поступил на факультет электротехники и энергетики Рижского Политехнического института, который успешно окончил 30 июня 1970 года.
Получил распределение в Рижский филиал Всесоюзного НИИ вагоностроения при Рижском вагоностроительном заводе, где проработал старшим научным сотрудником с 1970 по 1975 год.
В 1975 году поступил в аспирантуру РПИ, которую окончил в 1979 году, успешно защитив диссертацию на тему «Тирристорный асинхронный электропривод центробежного насоса с дискретно-ступенчатым регулированием», с получением ученой степени кандидата технических наук. Работа была направлена на энергосбережение в трубопроводных системах. Защита проходила в Минске, в Белорусском политехническом институте. Диплом КTH Nr. 043125 молодой учёный получил в 1980 году.
Параллельно в 1975—1980 годах Л.Рыбицкий работал ассистентом Кафедры автоматических электроприводов Факультета электротехники и энергетики РПИ.
В 1979—1980 годах проходил стажировку в Будапештском Техническом университете (Венгрия).
В 1980 году получил должность старшего преподавателя своей кафедры в РПИ, в 1984 году стал доцентом этой кафедры, где проработал до 1994 года.
В 1984 году проходил 4-месячную стажировку в Московском Энергетическом институте.
В 1986-87 годах был направлен как гостевой профессор в Висконсинский университет в Мадисоне (США).
С 1987 года Л.Рыбицкий является научным руководителем научно-исследовательской лаборатории электромеханотроники РПИ.
В 1992 году он защитил докторскую диссертацию и возглавил совместное латвийско-германское управленческое и консультационное предприятие AB&RTU и руководил им до 1999 года.
В 1994 году был избран на должность профессора РТУ.
В 1996 году создал и до 2000 года руководил бесприбыльной организацией Latvijas Tehnoloģiskais parks, который в 2000 году был преобразован в одноименное учреждение.
В феврале 1999 года организовал в недрах РТУ Институт промышленной электроники и электротехники (Industriālās elektronikas un elektrotehnikas institūts. — лат.), директором и профессором которого является по сей день. Параллельно с марта 2001 года по 2010 год руководил Кафедрой промышленной электроники и электротехники РТУ.
С января 2001 года по февраль 2003 года был членом совета, а затем председателем совета (август 2002 года) государственного АО Latvenergo.
С февраля 2000 по январь 2011 года был проректором РТУ по научной работе.
В феврале 2011 года был избран ректором РТУ, за его кандидатуру проголосовали 147 из 200 членов академического собрания вуза. В 2016 году переизбран на второй срок.
С 2001 года Рыбицкий — член-корреспондент, с 2007 года — действительный член Латвийской академии наук (энергетика). С 2013 года он является академиком IAELPS — Международной академии экологии и науки безопасности жизни.
Член Латвийского национального комитета Всемирного совета по энергетике.

## Приоритет инженерных знаний
В период ректорства Л.Рыбицкого в Латвии возродился интерес к инженерным профессиям. Спрос на выпускников РТУ на рынке труда значительно вырос: как отмечал сам ректор, 98,7 % выпускников вуза находят работу. Прекратился и отток за границу молодых учёных. «15-20 % докторантов ЛУ получают высокооплачиваемую работу за границей или в международных компаниях, но контакт с кафедрами сохраняется, они возвращаются, чтобы читать лекции студентам. Массовой эмиграции выпускников РТУ за границу не наблюдается», — отметил он.
Леонид Рыбицкий считает, что изучение физики и химии «по выбору» было преступлением и означало разрушение традиций средней школы, до начала девяностых имевшей серьезную базу по точным дисциплинам. Издержки школьного образования обернулись тем, что на первом курсе РТУ проверку элементарных знаний математики проходят только 40 % набранных. Остальных надо дообучать. В 2015 году централизованный экзамен по физике в Латвии сдавали только 900 старшеклассников, тогда как РТУ принимает на 1 курс около 4000 студентов.

Чтобы преодолеть последствия необдуманной школьной политики и вырастить кадры для участия в научных проектах XXI века, РТУ в 2015 году при помощи спонсоров создал собственную среднюю школу для одаренных детей, набрав в десятый класс 24 ученика (семеро рижане, остальные из провинции) — лучших из лучших, со средним баллом аттестата 9,8 из 10 возможных. Для них поставлена задача — через 10 лет стать докторами наук. Они сразу были вовлечены в научную работу, между факультетами возникла конкуренция за привлечение вундеркиндов. 
«В Латвии есть много пресной воды (пока), лес, песок и молодые люди, очень умные. Мы должны давать им высшее образование и создавать предприятия, чтобы другие нанимались к нам! Или мы были на позициях руководителей. Нет другого пути, чтобы мы в будущем были конкурентоспособны в Европе! У нас должны быть дальние цели. Например, получить Нобелевскую премию. РТУ — это пока только один лауреат, Вильгельм Оствальд, получивший свою награду 107 лет назад».

## Прикладные исследования
РТУ имеет самый большой коллектив исследователей в Латвии: около 800 человек академического персонала плюс 500 научных сотрудников, всего 1300. Прикладная наука — это 75 % того, что делаем вуз, еще 15 % приходится на фундаментальные исследования и остальное — на социальные науки.
С 1990-х годов лично занимаясь прикладными исследованиями, профессор Рыбицкий привлек к этому своих докторантов, прославившихся в Германии исследованиями по робототехнике, которые РТУ многие годы ведет в рамках европейского проекта. Это для университета вопрос не престижа, а выживания и развития в условиях, когда финансирование образования с 2009 года урезано вдвое.
Ученик Л.Рыбицкого Владимир Леонтьев по договору с университетом Дуйсбург-Эссен в Германии готовил диссертацию, защитил докторскую по роботизированным системам и остался работать в Германии на одном из ведущих предприятий. Другой докторант, Давис Mейке, на практике в Штутгарте выиграл грант, выполнил для «Даймлера» работу, защитился, зарегистрировал 5 патентов, работает в Германии, продолжая выполнять задачи в проекте Латвии с 7 европейскими странами по созданию роботизированных систем для улучшения производства в Европе. Основная часть этого проекта выполняется в лаборатории РТУ в Риге.

## Увлечения
Л.Рыбицкий — мастер спорта по пулевой стрельбе. В 1991 году вступил в латвийское народное ополчение Земессардзе. Имеет около 20 наград и почётных грамот за отличную службу и вклад в обороноспособность Латвии.
С 1966-го по 2005 год был участником мужского хора РТУ «Gaudeamus», с 1990-го по 1993 год — его президентом, с 2006 года старейшиной.

## Награды
- Командор ордена Трёх звёзд (2012)[5]
- Почётная грамота Президента Латвии (2019)[6].

Первой научной наградой Л.Рыбицкого была бронзовая медаль на Выставке достижений народного хозяйства СССР в Москве (1979 г.), а крупной иностранной наградой — премия Великобритании «UK Royal Award» (1993).
А также научно-исследовательская и организаторская деятельность Л.Рыбицкого отмечена следующими наградами:
- Серебряная награда Всесоюзной промышленной выставки в Киеве, Украина, 1985;
- Серебряная награда Международной выставки новых технологий в Варне, Болгария, 1986.г.;
- Нагрудный знак «Изобретатель СССР», 1986.г.;
- Почетная грамота Министерства образования и науки ЛР за совершенствование научной работы РТУ, 14 октября 2002;
- Премия Латвийской академии наук имени проф. А.Витола, 2006;
- Награды Таллинского Технологического университета за успешное и долгосрочное сотрудничество между РТУ и ТТУ, 2006 и 2009 годы;
- Диплом Латвийской АН за лучший результат на международной конференции ELEKTRONIKA-2007, 15-17 апреля 2007;
- Почетная грамота Министерства образования и науки ЛР за вклад в развитие латвийской науки, 15 сентября 2007 года;
- Благодарственная грамота Минэкономики ЛР за новаторскую работу и поддержку в разработке новых технологий, 15 сентября 2007 года;
- Почетная грамота Европейской ассоциации электроники за выдающийся вклад в организацию международных научных конференций, 2010;
- Почетная грамота латвийского оборонного фонда Lāčplēsis за выдающиеся достижения в развитии латвийской науки и ее популяризации в мире, 2011;
- Рижский приз-2012 (Rīgas balva — лат.) за новаторскую работу и ее поддержку в РТУ;
- Звание почетного члена Ассоциации истории Латвийской АН за вклад в поддержание исторических традиций РТУ , 2015;
- Почетная грамота Института инженеров электротехники и электроники IEEE (Institute of Electrical and Electronics Engineers) за выдающиеся достижения в развитии Латвийского отделения IEEE, 2015;
- Премия Цицерона за последовательное укрепление роли высшего технического образования в народном хозяйстве, 2015.

## Монографии
1. Я.Грейвулис, Л.Рыбицкий. Тиристорный асинхронный электропривод для центробежных насосов. Рига: Звайгзне, 1983, 206 с.
2. Ribickis L. Induction Machine Balancing by Unsymmetrical Voltage Control. Madison: University of Wisconsin-Madison, USA, WEMPEC, 1987, 63 p.
3. Я.Грейвулис, И.Авкштоль, Л.Рыбицкий. Асинхронный вентильный каскад с улучшенными энергетическими показателями. Рига, Зинатне, 1991, 205 с.
4. Ribickis L., Raņķis I. Electrical Drives. Riga: RTU, 1996, 107 p.
5. L.Ribickis, A.Galkina. Elektroenerģijas taupīgas lietošanas metodes. Rīga: RTU,1997, 109 lpp.
6. L.Ribickis, A.Ločmelis.Elektroiekārtu elektromagnētiskā savietojamība. Rīga: RTU, 2003, 84 lpp.
7. L.Ribickis. Elektriskā piedziņa. Rīga: RTU, 2006, 190 lpp. (iesniegts publicēšanai)
8. L.Ribickis, A.Avotiņš.Apgaismošanas tehnoloģijas. Rīga: RTU, 2007, 183 lpp
9. Elektriskās mašīnas un elektriskā piedziņa XIX gadsimtā. L.Ribicka apkopojums. Rīga: RTU, 2008, 199 lpp.

## Научные публикации
- Рыбицкий Л. С. Аналоговая модель тиристорного асинхронного электропривода центробежного насоса. — Periodica Polytechnica Electrical Engineering, Budapest: BTU,l 1981, vol.25, Nr 1, pp. 55–67.
- L.Ribickis, A.Pumpurs. Microprocessor control system in Riga Municipal plant, water supply and sewerage. – Proc.of Intern. Conf. „Integrated Computer Applications in Water Supply Distribution”, 1993, pp. 443–455.
- V.Pugachov, N.Levin, L.Ribickis, M.Mamonov. Multipolar directly -driven inductor generator for windmills. — Latvian Journal of Physics and Technical Sciences, 2003, 6, pp. 3–10.
- J.Deuse, S.Grenard, … , V.Chuvychin, A.Sauhats, L.Ribickis, et.al. Interactions of dispersed energy resources with power system in normal and emergency conditions. — Proc.of Intern.CIGRE conf., 2006, 12 p.